# ۱۳۴۰ (قمری)
۱۳۴۰ (قمری)، هزار و سیصد و چهلمین سال در گاهشماری هجری قمری است. اول محرم این سال برابر با چهارم سپتامبر سال ۱۹۲۱ میلادی است.

## زادگان
- عبدالله بن عبدالعزیز آل سعود
- فهد بن عبدالعزیز آل سعود

## درگذشتگان
- سالم مبارک الصباح